# San Sebastián, Comayagua
San Sebastián är en ort i Honduras.   Den ligger i departementet Departamento de Comayagua, i den sydvästra delen av landet, 50 km väster om huvudstaden Tegucigalpa. San Sebastián ligger 649 meter över havet och antalet invånare är 1 471.
Terrängen runt San Sebastián är kuperad åt sydväst, men åt nordost är den platt. Runt San Sebastián är det glesbefolkat, med 16 invånare per kvadratkilometer. Närmaste större samhälle är La Paz, 9,2 km nordväst om San Sebastián. 